# 7 Canum Venaticorum
7 Canum Venaticorum är en gulvit stjärna i huvudserien i stjärnbilden Jakthundarna. Stjärnan har visuell magnitud +6,21 och är därmed inte synlig för blotta ögat.